# Marina Mercante española
La Marina Mercante española comprende el conjunto de buques civiles, que bajo la bandera nacional tienen su actividad en el transporte de mercancías y pasajeros, facilitando las importaciones y exportaciones con otros países del mundo. 
En España, las competencias de organización, regulación, supervisión, registro de buques, etc. las ejerce la Dirección General de la Marina Mercante, dependiente del Ministerio de Transportes. La Administración Marítima española se completa con las Capitanías Marítimas y Distritos Marítimos como los órganos periféricos de la Administración Marítima española. 
Dentro de la Marina Mercante podemos distinguir entre la de Navegación de Altura y la de Cabotaje. En el primer caso, se ocupa del transporte de carga y de pasajeros, desde un puerto nacional a otros extranjeros, en navegaciones de larga distancia, mediante barcos generalmente de gran tonelaje. En la actualidad, los buques destinados pasajeros están en su mayoría destinados a la realización de cruceros de placer y no tanto con el transporte propiamente dicho, que ha quedado casi restringido a la navegación de Cabotaje, sobre todo a los transbordadores (ferris y buques Ro-Ro) que transportan pasajeros que viajan con sus vehículos, en cortas y medias distancias. En España, la navegación de Cabotaje está dedicada al transporte de mercancías entre los puertos peninsulares y entre los archipiélagos canario y balear. La flota pesquera no se considera marina mercante.

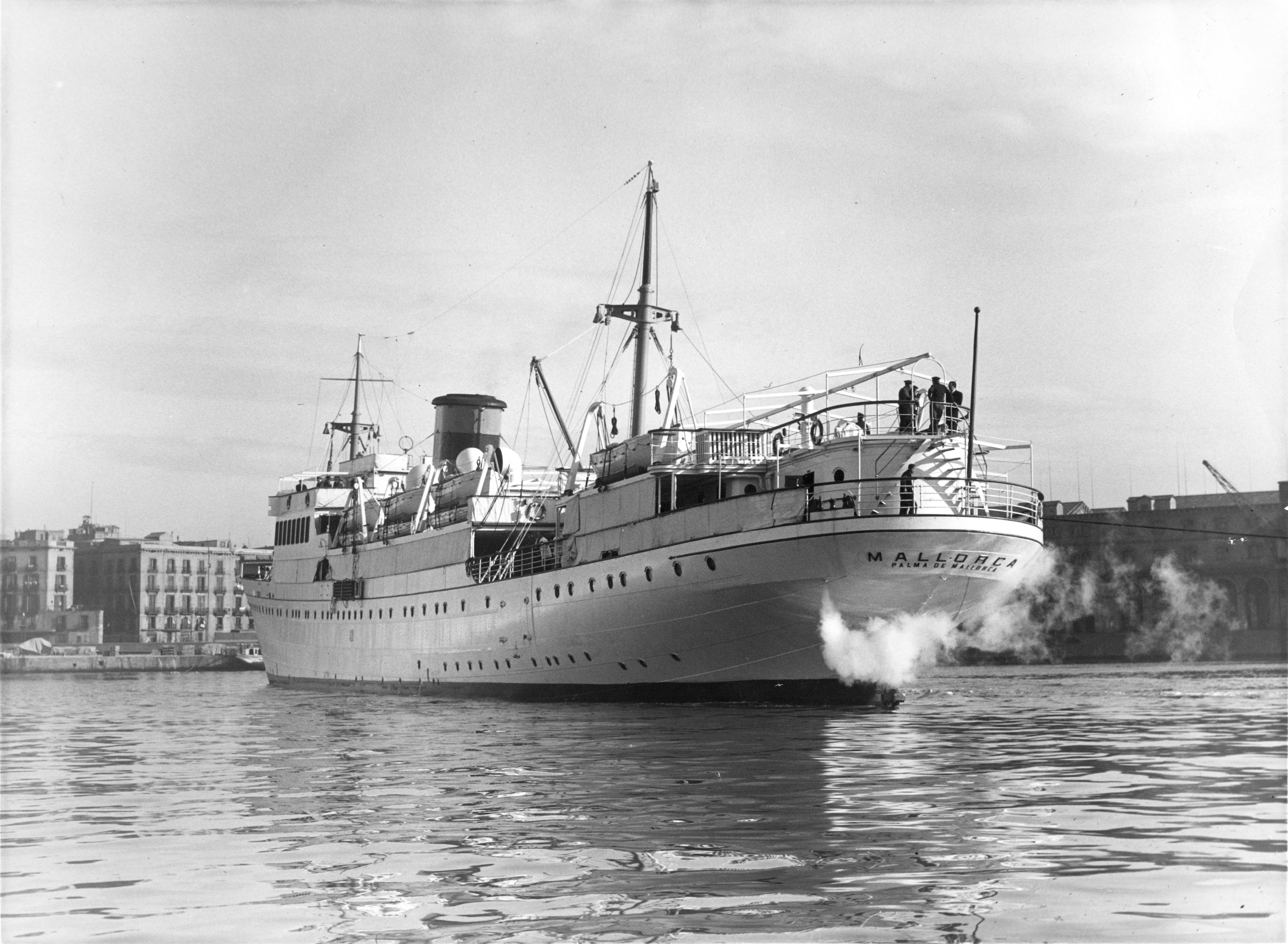
Buque Mallorca, propiedad de la Compañía Trasmediterránea.

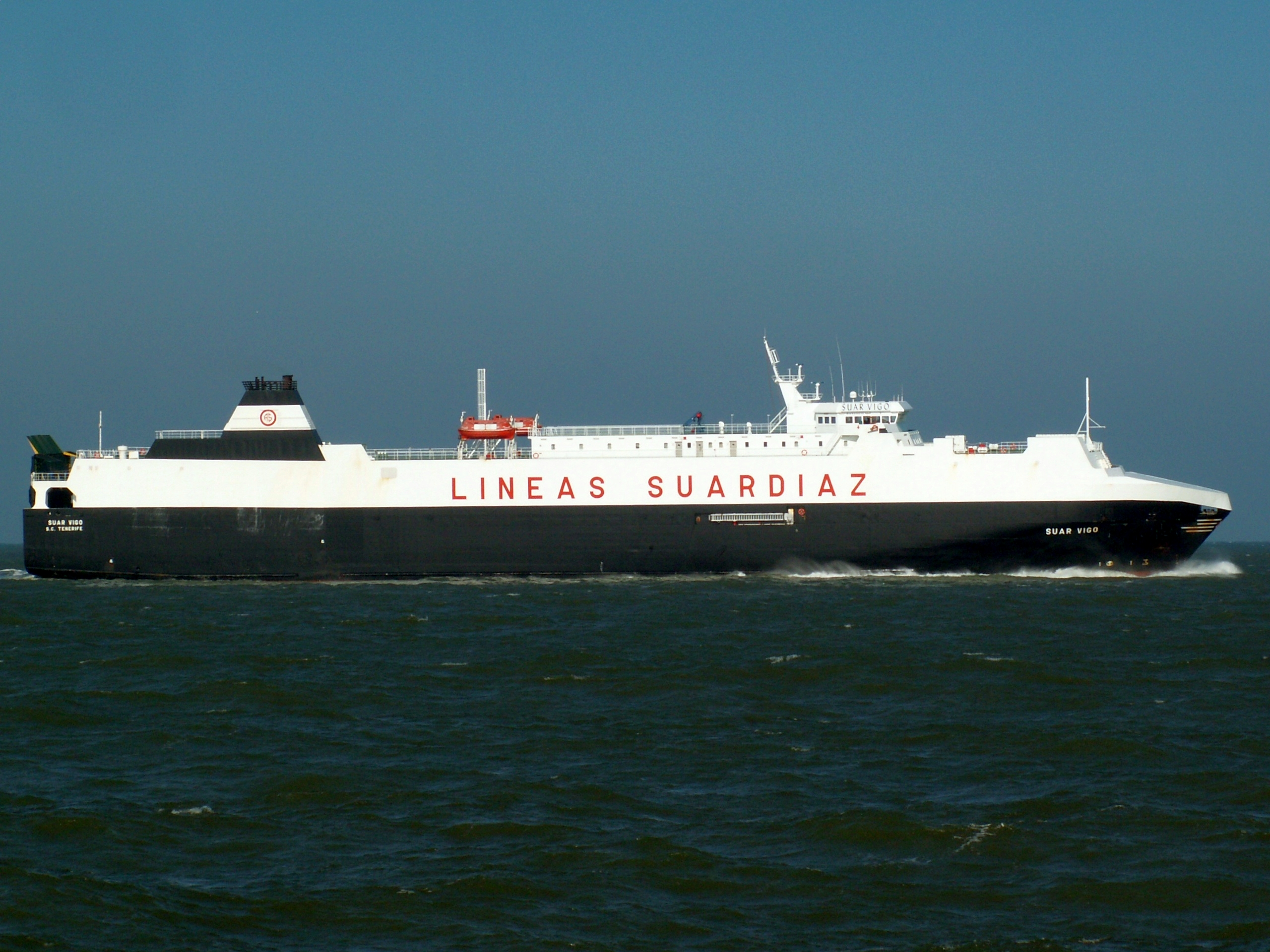
Buque Ro-Ro Suar Vigo, de pabellón Español. IMO 9250000.

## Normativa
La Ley de Puertos del Estado y de la Marina Mercante, establece que se considerará Marina Mercante:
- La actividad de transporte marítimo, exceptuando el que se lleva a cabo exclusivamente entre puertos o puntos de una misma Comunidad Autónoma, que tenga competencias en esta materia, sin conexión con puertos o puntos de otros ámbitos territoriales.
- La ordenación y el control de la flota civil española.
- La seguridad de la navegación y de la vida humana en la mar.
- La seguridad marítima, incluyendo la habilitación para el ejercicio del servicio de practicaje y la determinación de los servicios necesarios de remolque portuario, así como la disponibilidad de ambos en caso de emergencia.
- El salvamento marítimo, en los términos previstos en la propia Ley (artículo 264).
- La prevención de la contaminación producida desde buques, plataformas fijas y otras instalaciones que se encuentren en aguas situadas en zonas en las que España ejerce soberanía, derechos soberanos o jurisdicción y la protección del medio ambiente marino.
- La inspección técnica y operativa de buques, tripulaciones y mercancías.
- La ordenación del tráfico y las comunicaciones marítimas.
- El control de situación, abanderamiento y registro de buques civiles, así como su despacho, sin perjuicio de las preceptivas autorizaciones previas que correspondan a otras Autoridades.
- La garantía del cumplimiento de las obligaciones en materia de defensa nacional y protección civil en la mar.
- Cualquier otro servicio marítimo atribuido por Ley a la Administración.

## Formación
Los oficiales de la Marina Mercante se forman en las Escuelas Técnicas Superiores de Náutica, donde cursan actualmente diferentes Grados (cuatro años), como Grado en Náutica y Transporte Marítimo, que forma a los pilotos y capitanes de barco, Grado en Ingeniería Marina, que se dedica a la formación de oficiales y jefes de máquinas y Grado en Ingeniería Radioelectrónica, en el que se forman los oficiales de radio. 
Las titulaciones profesionales de la Marina Mercante son las siguientes :
SECCIÓN DE PUENTE
- Capitán de la marina mercante.
- Piloto de primera de la marina mercante.
- Piloto de segunda de la marina mercante.
- Patrón de altura.
- Patrón de litoral.
- Patrón portuario.

SECCIÓN DE MÁQUINAS
- Jefe de máquinas de la marina mercante.
- Oficial de máquinas de primera de la marina mercante.
- Oficial de máquinas de segunda de la marina mercante.
- Oficial electrotécnico de la marina mercante.
- Mecánico mayor naval.
- Mecánico naval.

SECCIÓN DE RADIOCOMUNICACIONES
- Oficial radioelectrónico de primera de la marina mercante.
- Oficial radioelectrónico de segunda de la marina mercante.
- Operador General del Sistema Mundial de Socorro y Seguridad Marítima (SMSSM).
- Operador Restringido del Sistema Mundial de Socorro y Seguridad Marítima (SMSSM).

## Pabellón mercante
La primera bandera que de una forma institucional lucieron los mercantes españoles, fue una de color azul en la que se podía ver una Cruz de Borgoña de color blanco. Se sabe que en 1762, se dictó una disposición en la que se prohibía su uso.
El siguiente modelo, fue el aprobado por Carlos III (al mismo tiempo que el pabellón de guerra, que es la actual bandera nacional de España) en 1785, modelo que se mantuvo hasta el año 1927, por Real Decreto de 19 de julio, en el que se dispuso que la marina mercante utilizara el mismo pabellón que la de guerra, sin escudo.
| prim         |
| (hasta 1762) |

| ant         |
| (1785-1927) |

| act           |
| (1927-actual) |

Se dice que el cambio de bandera de cinco franjas por la de tres, fue debido a las reiteradas peticiones de los españoles residentes en el extranjero, que deseaban ver la bandera española, cuando los buques mercantes recalaban en los distintos puertos de América, ya que aquella bandera no les recordaba a la de España.
Los buques mercantes seleccionados para ejercer la función de correos marítimos (entre la península, las islas, Ceuta y Melilla y viceversa), izan este pabellón a popa:

## Uniformidad
En España, solo existe tradición en el uso del uniforme en las Compañías de participación estatal (donde es obligatorio su uso) y en los buques destinados a la realización de Cruceros de pasaje.
| Cap     |
| Capitán |

| Of        |
| Oficiales |

| alumni  |
| Alumnos |

| Puente                         |
| Oficiales de puente y cubierta |

| Máquinas              |
| Oficiales de máquinas |

| Radio              |
| Oficiales de radio |

| Médico            |
| Oficiales médicos |

| Sobrec      |
| Sobrecargos |

| Capellán   |
| Capellanes |

## Divisas y distintivos
| Oficiales de puente        | Oficiales de puente | Oficiales de máquinas                     | Oficiales de máquinas | Oficiales de radio          | Oficiales de radio | Oficiales médicos  | Oficiales médicos | Sobrecargos       | Sobrecargos | Capellanes | Capellanes |
| -------------------------- | ------------------- | ----------------------------------------- | --------------------- | --------------------------- | ------------------ | ------------------ | ----------------- | ----------------- | ----------- | ---------- | ---------- |
| Capitán                    |                     | Jefe de Máquinas                          |                       | N/A                         | N/A                | N/A                | N/A               | N/A               | N/A         | N/A        | N/A        |
| Primer Oficial             |                     | Segundo maquinista                        |                       | Primer Of. Radioelectrónico |                    | 1.er. Of. Médico   |                   | Primer Sobrecargo |             | Capellán   |            |
| Segundo Oficial            |                     | 3er. Maquinista                           |                       | 2º Of. Radioelectrónico     |                    | Segundo Of. Médico |                   | 2º Sobrecargo     |             | N/A        | N/A        |
| Capitán (desembarcado)     |                     | 1.er. Maquinista (desembarcado)           |                       | N/A                         | N/A                | N/A                | N/A               | N/A               | N/A         | N/A        | N/A        |
| Piloto con mando           |                     | 1.er. Maquinista (título 2.º. Maquinista) |                       | N/A                         | N/A                | N/A                | N/A               | N/A               | N/A         | N/A        | N/A        |
| Primer oficial piloto      |                     | 2.º. Maquinista (título 2.º. Maquinista)  |                       | N/A                         | N/A                | N/A                | N/A               | N/A               | N/A         | N/A        | N/A        |
| Segundo oficial piloto     |                     | 3er. Maquinista (título 2.º. Maquinista)  |                       | N/A                         | N/A                | N/A                | N/A               | N/A               | N/A         | N/A        | N/A        |
| Piloto (desembarcado)      |                     | 2.º. Maquinista (desembarcado)            |                       | N/A                         | N/A                | N/A                | N/A               | N/A               | N/A         | N/A        | N/A        |
| Alumno de puente embarcado |                     | Alumno de máquinas embarcado              |                       | Alumno de Radio embarcado   |                    | N/A                | N/A               | N/A               | N/A         | N/A        | N/A        |

## Militarización
Eventualmente, la Marina Mercante puede ser activada y militarizada en caso de conflicto bélico, como ocurrió durante la Segunda Guerra Mundial, con las marinas civiles de las naciones implicadas en dicho conflicto. Igualmente, los oficiales de la Marina Mercante podían pasar a engrosar las filas de la Armada, en lo que se conoce como Reserva Naval Activa (a extinguir desde 1989, mediante la Ley 17/89 de 19 de julio, que llevó a la disolución de la Reserva Naval Activa, que había estado operativa desde 1946 ), donde los marinos mercantes, tras aprobar un examen, ingresaban en la Escuela Naval Militar para, durante un curso de adaptación, completar su formación militar y pasar a desempeñar destinos a bordo de buques de la Armada, en todo tipo de unidades, patrulleros, fragatas, buques anfibios, submarinos y porta aeronaves. En la Reserva Naval había dos secciones: Puente y Máquinas.

## Lectura adicional
- https://www.mitma.gob.es/recursos_mfom/comodin/recursos/rd9732009.pdf
- https://www.boe.es/buscar/doc.php?id=BOE-A-2022-6047
- http://sewss.org/wp-content/uploads/2017/04/La-bandera-mercante-española.pdf